# Бугарска књижевност
Литература Бугарске односи се на књижевна дела Бугара или она написана на бугарском језику. Једна је од најстаријих међу Словенима, а потиче из касног 9. века и времена Симеона I и Првог бугарског царства.
Значајна модерна бугарска књижевна дела су Крадљивац бресака (буг. Крадецът на праскови) Емилијана Станева, Септембар Гео Милева, Под јармом (буг. Под игото) Ивана Вазова, Ветрењача Елина Пелина и Дубине Доре Габе. Књига Дивље приче (буг. Диви разкази) Николаја Хајтова увршћена је у историјску збирку Унескоа.

## Средњи век
Пошто је Бугарско царство дочекало ученике Ћирила и Методија након протеривања из Великоморавске кнежевине, земља је постала центар богате књижевне делатности током оног што је познато као златно доба бугарске културе. Крајем 9, 10. и почетком 11. века књижевност у Бугарској је напредовала, преводећи многе књиге са средњовековног грчког језика, али и стварајући нова дела. Многи научници су радили у Преславској и Охридској књижевној школи, стварајући ћирилицу за своје потребе. Црноризац Храбар је написао своје популарно дело Сказање о писменима, Климент Охридски је радио на преводима са грчког језика и заслужан је за неколико важних верских књига, Јован Екзарх је написао свој Шестоднев и превео О православној вери Јована Дамаскина, Наум Охридски је такође имао значајни допринос. Бугарски научници и радови су утицали на већи део словенског света, ширећи старословенски језик, ћирилицу и глагољицу у Кијевску Русију, средњовековну Србију и Краљевину Хрватску.
Како су Византијци 1018. потчинили Бугарско царство, књижевна активност је опала. Међутим, након успостављања Другог бугарског царства уследио је још један период успона у време Јевтимија Трновског у 14. веку. Основао је Трновску књижевну школу која је значајно утицала на српску и руску књижевност. Други афирмисани писци из тог периода били су Константин Филозоф (1380— прва половина 15. века) и Григорије Цамблак (1365—1420).
Средњовековном књижевношћу доминирале су религиозне теме, а већина дела су химне, трактати, верске разноликости, апокрифи и хагиографије.

## Рана османска власт
Пад Другог бугарског царства био је 1396. озбиљан ударац за књижевност и културу уопште. Књижевна активност је углавном престала, концентришући се на манастире који су се утврдили као центри културе. Религиозна тема је и даље била доминантна у неколико насталих дела.
Главни књижевни облик 17. и 18. века биле су поучне беседе, испрва преведене са грчког језика, а потом нове састављене.
Књижевна традиција је наставила да постоји релативно непрекидно током ране османске владавине у северозападној Бугарској све до Ћипровског устанка крајем 17. века међу бугарским католицима које су подржавале католичке државе средње Европе. Многа од ових дела написана су на мешавини народног бугарског, црквенословенског и српскохрватског језика и звала су се илирска. Међу њима била је прва књига штампана на модерном бугарском језику — Абагар је објављена у Риму 1651.
Илирски покрет за јужнословенско јединство утицао је на бугарску књижевност 18. и 19. века. Христофор Жефаровић  је сматрао Стематографија од 1741. за најранији пример модерне секуларне поезије за своје катрене.

## Национални препород
Скоро пет векова османска влада Бугарске имала је пресудну улогу у развоју културе. Земља је била одвојена од европских ренесансних покрета и виших облика уметничког изражавања и развијала је углавном своје фолклорне песме и бајке. Нови романтичарски национализам бугарске књижевности је почео у 18. веку са историографских списима Пајсије Хиландарца, Историја словенобугарске. Још једно утицајно дело било је Живот и патње грешног Софронија Софронија Врачанког.
Периода 1840—1875. књижевност је оживела писањем углавном револуционарних, антитурских тема. Била је то ранија фаза бугарске ренесансе и најистакнутији песници у то време били су: Васил Друмев, Рајко Зинзифов и Добри Чинтулов.
Познати песник и револуционар Христо Ботев (1848—1876) је радио крајем 19. века и данас се сматра међу најистакнутијим бугарским песником тог периода. Успео је да живим језиком фолклорних песама изрази модерне идеје, сумње и питања. Његова дела су малобројна, већина са интензивном дијалошком формом и снажном емотивном поруком.
Међу писцима који су се бавили револуционарном активношћу били су и Љубен Каравелов и Георги Раковски. Најпознатије дело Раковског, Gorski Patnik је написано током Кримског рата (1853—56) док се скривао од турских власти у Котелу. Сматран је једном од првих бугарских књижевних песама, објављен 1857.
Типична карактеристика тог периода било је повећање интересовања за бугарски фолклор, јер су личности попут браћа Миладинови и Кузмана Шапкарева сакупљали народне песме и етнографске студије. Још један писац са делима од великог значаја је Захари Стојанов (1850—1889) са својим мемоарима о бугарским устанцима (1870—1876). Његова дела имају историјску, биографску и уметничку вредност.

## После 1878.
Бугарска је добила делимичну независност након руско-турског рата. Недавно основана бугарска црква, национални школски систем, повратак образованих Бугара из иностранства и ентузијазам недавно стигле ренесансе били су међу факторима који су допринели формирању нове књижевности.
Иван Вазов је био оснивач нове бугарске књижевности. Био је веома популаран и продуктиван, а његова дела укључују прозу и поезију са једнаком виртуозношћу. Под јармом из 1893. године, који приказује османско угњетавање Бугарске, је најпознатији део класичне бугарске књижевности и преведен је на преко тридесет језика. Међу његове најпознатије кратке романе спадају Немили-недраги, Стричеви (буг. Чичовци) и други; такође је написао велики број кратких прича, путописа, мемоара, есеја, критика, драма, комедија итд. Неке од познатијих збирки су: Огреботине и шаре (буг. Драски и шарки), Видео и чуо (буг. Видено и чуто) и друге.
Једна од његових најзначајнијих песничких збирки је Епопеја заборављених (буг. Епопея на забравените) (1881—1884), која се састоји од дванаест ода посвећених јунацима бугарске историје, сликама и идејама. Остале песничке збирке су: Прапорац и гусле (буг. Пряпорец и Гусла), Туга Бугарске (буг. Тъгите на България), Гусле (буг. Гусла), Сливница (буг. Новото гробище над Сливница), Јоргован ми замириса (буг. Лулека ми замириса) и друге.
Изненађујући пример ранонововековне филозофске мисли налазимо у песничким делима Стојана Михајловског.

## Модернистичка књижевност
Песник Пенчо Славејков, син истакнутог бугарског ренесансног песника и учитеља Петка Славејкова, је један од најученијих писаца свог времена. Потрудио се да постави почетке модерне књижевности и модернизма уводећи европске филозофске и метафизичке идеје, делимично модификоване и обновљене.
Славејков је познат по својим филозофским песмама, Epic Songs и симболистичкој збирци песама Dream of Happiness. Између осталог, написао је мистификујућу антологију песника под насловом On the Island of the Blissful, где је на једном месту окупио све традиционалне идеје бугарске поезије у овом тренутку представљајући их као да припадају замишљеном острву. Његова епска недовршена Song of Blood (1911—13) бавила се борбом против Турака. У његовој потрази, Славејкова су подржали и други истакнути интелектуалци: научници, писци, песници и критичари.
Један од најистакнутијих прозних писаца из првих година након ослобођења је Алеко Константинов (1863—1897). Његова хумористична и путописна дела (Bay Ganyo; To Chicago and Back) су проницљива и живописна. Највише га памте по лику Бај Гањо, једном од најконтроверзнијих и најзанимљивијих ликова у бугарској књижевности, са различитим слојевима и богатим нијансама. Слично Доживљаји доброг војника Швејка у светском рату, Tartarin of Tarascon и Остап Бендер, Бај Гањо је колективна слика многих типичних бугарских карактеристика. Писац је убијен баш у тренутку када је његова каријера била у успону.
Уз Петка Тодорова, Крстја Крстева и Пеја Јаворова, Пенчо Славејков је успоставио модернистички круг Misal (Thought). Крстјо Крстев је уважени књижевни критичар и ерудит. Петко Тодоров (1879—1916) је један од највећих стилиста тог доба. Модернизовао је бугарску драму и написао низ импресионистичких прича Idylls заснованих на фолклорним мотивима.
Пејо Јаворов (1878—1914) се сматра песником симболизма. Песме су му разнолике по темама, али увек са снажним утицајем емоционалним и интелектуалним. Имају разнолике и оригиналне форме и богат језик; они су углавном интроспективни, изражавају усамљеност савременог човека, немогућност достизања среће и љубави у животу, сталну претњу и предосећај смрти. Такође се фокусирају на описивање историјских, митолошких и визионарских тема са истим декадентним емоционалним нијансама.
Под утицајем француског и руског симболистичког покрета било је и других популарних бугарских песника, прилично великог броја, који су допринели брзом књижевном развоју у земљи у првим деценијама 20. века. Међу њима су били: Димчо Дебељанов, Теодор Трајанов, Николај Лилиев, Емануил Попдимитров, Димитар Бојађјев и многи други. Симболика се претворила у један од најутицајнијих покрета и осећа се у целој поезији која долази током 20. века. Потрага за смислом и темељима у другој димензији стварности: спољној, високој, духовној, мистичној, непознатој и неразумљивој; нова стварност слична сновима која је ближа лепоти и хармонији. Одговор се не тражи само на сликама, већ у чистоћи и лепоти језика.

## Између светских ратова
Димчо Дебељанов (1887—1916) био је песник чија је смрт у Првом светском рату прекинула његову књижевну каријеру. Након смрти, блиски пријатељи су сакупили његова дела која су постала веома популарно у послератној Бугарској. Христо Смирненски (1898—1923) је још један талентовани песник симболиста са изузетно мелодичним језиком.
Међуратни период у књижевности се не памти  само због драматичних друштвених промена већ и због реформи у књижевним жанровима. Велики део њих повезан је са ликом и делатношћу Гео Милева (1895—1925) који је у Софији издавао модернистички часопис Vezni (Scale), доприносећи као песник, преводилац, позоришни критичар, редитељ, уредник антологија и чак и као сликар. Искусио је утицај авангардних покрета попут немачког експресионизма и француског надреализма. Његове песме The Cruel Ring (1920), The Icons Sleep (1922), September (1923) и прозе A Little Expressionist Calendar for the Year (1921) комбинују традиционалне мотиве, модерне идеје и експериментални језик. Убијен је у тридесетој години и иако његова каријера није трајала дуже од шест година, многи га веома поштују и сматрају једним од најутицајнијих модернистичких песника и преводилаца.
Бугарска поезија је достигла врхунац са још једним прерано убијеним песником Николом Ваптсаровом (1909—1942). За живота је успео да објави само једну књигу песама Motor Songs (1940), у 1500 примерака. Осуђен је на смрт због подземне комунистичке активности против владе.
Бугарска проза је „процветала” у периоду између светских ратова због прича и кратких романа Елина Пелина (1877—1949) и Јордана Јовкова (1880—1937). Обоје су били врло плодни и постали су популарни не само у својим земљама већ и у иностранству. Обоје су усредсређени на сеоски живот, али Јордан Јовков је познат по својој склоности традицији и митовима, док је Елин Пелин више ведрог духа; такође је познати писац дечје књижевности. Обоје су користили живописан, сложен језик и слике.
Фани Попова Мутафова достиже врхунац популарности пре Другог светског рата, али упркос свом таленту трпи репресију комунистичког режима након њега. Други запажени писац је Чудомир (1890—1967) чије су приповетке (често не дуже од 3–4 стране) познате по оригиналности.

## После 1944.
После Другог светског рата бугарска књижевност је била под контролом комунистичке партије и, нарочито у првим годинама, од ње се захтевало да се прилагоди стилу социјалистичког реализма. Димитар Димов (1909—1966) био је приморан да ревидира свој најпродаванији роман Tobacco (1952), адаптиран за биоскоп као филм Tobacco 1962, како би га учинио прихватљивим са становишта социјалистичког реализма додавањем ликова и прича комуниста и радничке класе.
Димитар Талев (1898—1966) је неко време спречавао комунистички режим да објави његове романе. Слично многим другим интелектуалцима, и он је прогнан у провинцију, али је наставио да пише. Његово најпознатије дело је The Iron Candlestick (1952).
И Димов и Талев били су познати приповедачи прича са многим збиркама заједно са својим романима.
Антон Дончев, Јордан Радичков, Емилијан Станев, Станислав Стратијев, Николај Хајтов, Иваило Петров и Вера Мутафчијева су међу најталентованијим и најцењенијим писцима који су успели да објаве своје књиге током комунистичког режима. Њихова дела чине део модерне бугарске књижевности.
Неки жанрови су скоро осуђени на пропаст као што је криминалистичка и научна фантастика јер их врло мало писаца култивисало (Светослав Минков, Павел Вежинов, Светослав Славчев, Љубен Дилов). Генерално су писци били у искушењу (или су били приморани) да се окрену реалистичким или историјским темама. Алегоријске позоришне комедије и драме постале су начин да се избегне цензура, што би писце могло коштати забране објављивања, репресије, прогонства, казне затвора или чак концентрационог логора.
Бугарска национална проза била је прилично, али не и потпуно, изолована од западне књижевности и идеја надреализма, експресионизма, егзистенцијализма, постмодернизма, структурализма и осталих теоријских парадигми. Покрети авангардне књижевности били су једва и несистематски заступљени до 80-их. Експерименти са језиком и формом широко су сматрани несагласним са принципима доминантне идеологије и естетике. Политичка припадност и уверења писца постала су водећа карактеристика за оцену његових дела; посебне књиге су забрањене, а неким писцима уопште није дозвољено да буду објављени или чак читани.
И након политичких промена 1944. и 1989. године објављено је на хиљаде песничких збирки.
Неки од песника који су временом стекли поштовање су Атанас Далчев (1904—1978) и Валери Петров. Далчев је такође упамћен као један од најбољих преводилаца широког спектра језика.
Опште тенденције могу се приметити и даље. Поезија постаје интимнија и исповеднија и захтева више изума како би утицала или изазвала; слободни стих је омогућавао већи интензитет језика и разноликост облика; апстрактност се повећала и почела да утиче на равнотежу између филозофске дубине и јасноће.
Прекид Источног блока 1989. је праћен значајним порастом приватних публикација и књижевних награда. Снажни недостатак националног консензуса и недовољна историјска дистанца су још неки фактори који онемогућавају разликовање познатијих или утицајнијих млађих гласова. Генерално се сматра да су неки боље афирмисани песници из претходне генерације задржали своју популарност, али ретко досеже ван националних граница. Неки од њих су: Константин Павлов, Борис Христов, Стефан Кишов, Екатерина Петрова Јосифова, Добромир Тонев, Едвин Сугарев, Ани Илков, Георги Господинов, Јана Букова и Кристин Димитрова.